# Juni 1992
Portal Geschichte | Portal Biografien | Aktuelle Ereignisse | Jahreskalender | Tagesartikel

◄ |
19. Jahrhundert |
20. Jahrhundert
| 21. Jahrhundert

◄ |
1960er |
1970er |
1980er |
1990er
| 2000er | 2010er | 2020er | ►

◄ |
1988 |
1989 |
1990 |
1991 |
1992
| 1993 | 1994 | 1995 | 1996 | ►

◄ |
März 1992 |
April 1992 |
Mai 1992 |
Juni 1992 |
Juli 1992 |
August 1992 |
September 1992 |
►
Dieser Artikel behandelt aktuelle Nachrichten und Ereignisse im Juni 1992.

## Tagesgeschehen

### Montag, 1. Juni 1992
- Chicago/Vereinigte Staaten: Der Stanley Cup der nordamerikanischen Eishockey-Profiliga NHL geht wie im Vorjahr an die Pittsburgh Penguins, die das vierte und entscheidende Spiel der Finalserie gegen die Chicago Blackhawks mit 6:5 für sich entscheiden.[1]
- Wien/Österreich: Die neue Asylgesetzgebung tritt in Kraft. Sie behält die 1968 in nationales Recht übertragene Definition für „Flüchtlinge“ aus dem internationalen Abkommen über die Rechtsstellung der Flüchtlinge bei. Ausdrücklich bestimmt der neue Gesetzestext, dass ein Migrant, der in einem der von ihm durchquerten Staaten „vor Verfolgung sicher“ war, nicht als Flüchtling betrachtet wird. Damit stellt das Gesetz eine Verschärfung der seit 1968 geltenden „Aufenthaltsberechtigung von Flüchtlingen im Sinne der Konvention über die Rechtsstellung der Flüchtlinge“ dar.[2][3]

### Mittwoch, 3. Juni 1992
- Rio de Janeiro/Brasilien: Die Konferenz über Umwelt und Entwicklung der Vereinten Nationen beginnt. Es werden Regierungsvertreter aus 172 Staaten erwartet, darunter 108 Staats- und Regierungschefs. Die Themen reichen vom Verzicht auf umweltgefährliche Stoffe in der Wirtschaft über die Nutzung alternativer Energiequellen und einen Wandel im Transportwesen bis hin zu einer geänderten Einstellung der Menschen zu Süßwasser.[4]
- Wien/Österreich: Der FK Austria Wien wird durch einen 2:1-Sieg gegen den SV Austria Salzburg Österreichischer Fußballmeister 1992.[5]

### Donnerstag, 4. Juni 1992
- Berlin/Deutschland: Bei der Verleihung des Deutschen Filmpreises wird das Werk Schtonk! von Regisseur Helmut Dietl als bester Film ausgezeichnet.[6][7]

### Samstag, 6. Juni 1992
- Wien/Österreich: Im Finale des ÖFB-Cups gewinnt der FK Austria Wien im Praterstadion mit 1:0 gegen den FC Admira/Wacker Wien und wird Österreichischer Fußballpokalsieger 1992.[8]

### Montag, 8. Juni 1992
- Bern/Schweiz: Der FC Luzern gewinnt das Final im Schweizer Cup der Fussballer mit 3:1 nach Verlängerung gegen den FC Lugano.[9]

### Mittwoch, 10. Juni 1992
- Solna/Schweden: Das Eröffnungsspiel der 9. Fußball-Europameisterschaft der Männer endet mit einem 1:1 zwischen der schwedischen und der französischen Fußballnationalmannschaft.[10]

### Donnerstag, 11. Juni 1992
- Frankfurt am Main/Deutschland: Die Frankfurter Allgemeine Zeitung veröffentlicht das von 62 Professoren der Wirtschaftswissenschaften verfasste Manifest „Die EG-Währungsunion führt zur Zerreißprobe“. Die Wissenschaftler formulieren u. a.: „Die überhastete Einführung einer Europäischen Währungsunion wird Westeuropa starken ökonomischen Spannungen aussetzen, die in absehbarer Zeit zu einer politischen Zerreißprobe führen können.“[11]
- Stuttgart/Deutschland: Der Landtag von Baden-Württemberg bestätigt den seit Januar 1991 amtierenden Ministerpräsidenten Erwin Teufel (CDU) für die kommende Wahlperiode als Chef der Landesregierung.[12]

### Sonntag, 14. Juni 1992
- Mailand/Italien: Der Gesamtsieg bei der 75. Ausgabe des Rad-Etappenrennens Giro d’Italia geht an den Spanier Miguel Indurain. Es ist sein erster Gesamtsieg bei dieser Rundfahrt und der erste eines Spaniers.[13]
- Rio de Janeiro/Brasilien: Die Konferenz über Umwelt und Entwicklung der Vereinten Nationen, auch „Erdgipfel“ genannt, geht zu Ende. Im Abschlussdokument wird die Rolle der Industriestaaten als wesentliche Verursacher der globalen Umweltschäden festgestellt. Die Vertreter dieser Staaten erklären sich bereit, mehr Verantwortung für Umweltprobleme zu übernehmen.[14]
- Višegrad/Bosnien und Herzegowina: Im Verlauf der ethnisch motivierten Kriegshandlungen gegen Zivilisten in den mehrheitlich von Serben bewohnten nördlichen und östlichen Teilen Bosnien und Herzegowinas sperren serbische Kämpfer unter Führung von Milan Lukić 59 Bosnier in ein Haus und sprengen dieses in die Luft. Den seit April anhaltenden Pogromen fielen bisher über 10.000 bosnische Zivilisten zum Opfer.[15]

### Mittwoch, 17. Juni 1992
- Boipateng/Südafrika: Im Township Boipateng in Transvaal sterben 15 Menschen, als bewaffnete Anhänger der Inkatha Freedom Party nachts die Siedlung Joe Slovo überfallen. Die Gewalt zwischen Township-Bewohnern, die meist dem African National Congress nahestehen, und Angehörigen der Volksgruppe Zulu steigt seit etwa zwei Jahren an.[16]
- Karlsruhe/Deutschland: Der 91. Katholikentag unter dem Motto „Eine neue Stadt ersteht – Europa bauen in der einen Welt“ beginnt. Der Ausdruck „Neue Stadt“ bezeichnet gemäß der päpstlichen Botschaft an die Teilnehmer das Himmlische Jerusalem. Zugleich mahnt Johannes Paul II.: „Aussöhnung zwischen Juden und Christen gehört unabdingbar auf die Tagesordnung des neuen Europa.“[17]

### Donnerstag, 18. Juni 1992
- New York/Vereinigte Staaten: Die Schweiz hinterlegt bei den Vereinten Nationen ihre Beitrittsurkunde zum UNO-Pakt II. Er garantiert u. a. in allgemeiner Form das Recht auf Leben, das Verbot der Sklaverei und das Recht auf persönliche Freiheit. Die Interpretation dieser Rechte unterliegt der Souveränität der einzelnen Staaten.[18]

### Dienstag, 23. Juni 1992
- Pretoria/Südafrika: Das Nationale Exekutivkomitee des African National Congress' (ANC) erklärt die Verhandlungen mit der regierenden Nationalpartei (NP) über die Gestaltung einer demokratischen Gesellschaft für beendet und wirft der Regierung vor, Südafrika an den Rand einer Katastrophe zu bringen. Der ANC fordert vor weiteren Gesprächen mit der NP, dass eine internationale Organisation die Vorgeschichte des Boipatong-Massaker aufgeklärt.[19]

### Freitag, 26. Juni 1992
- Bonn/Deutschland: Der Bundestag beschließt eine Neufassung des Rechts der Frauen auf Schwangerschaftsabbruch. Abtreibungen sind demnach nicht mehr rechtswidrig, wenn die Eingriffe in den ersten 12 Wochen nach der Befruchtung erfolgen sowie eine vorangehende Beratung stattfand.[20][21]
- Göteborg/Schweden: Im Finale der 9. Fußball-Europameisterschaft der Männer besiegt Dänemark die deutsche Nationalmannschaft mit 2:0. Es ist der erste Titel bei einer Fußball-EM oder -WM für Dänemark.[22]
- Pretoria/Südafrika: Im seit drei Tagen ausgesetzten Friedensprozess zur Überwindung der Apartheidsgesellschaft wendet sich der Präsident des African National Congress' Nelson Mandela in einem Memorandum an Staatspräsident Frederik de Klerk. Die Opferzahl des von Zulus verübten Boipatong-Massakers vom 17. Juni erhöhte sich inzwischen auf 46 und Mandela wiederholt die Anschuldigungen gegen die Staatsführung, ihre Politik habe die Spannungen zwischen den originären afrikanischen Bevölkerungsgruppen teilweise bewusst hervorgerufen.[23]

### Sonntag, 28. Juni 1992
- Kabul/Afghanistan: Nach zweimonatiger Amtszeit übergibt der erste afghanische Präsident aus den Reihen der streng religiösen Mudschahedin und Führer der Nationalen Befreiungsfront Sibghatullah Modschaddedi die Regierungsgeschäfte an den Islamischen Rat unter Führung von Burhānuddin Rabbāni, der regieren soll, bis ein neuer Präsident gewählt wurde.[24]
- Klagenfurt/Österreich: Die deutsche Schriftstellerin Alissa Walser, Tochter des Bestseller-Autors Martin Walser, gewinnt mit einem Text unter dem Titel Geschenkt über eine Vater-Tochter-Beziehung den Ingeborg-Bachmann-Preis 1992.[25]
- Rheinland-Pfalz/Deutschland: Wegen des großen Lärms und der starken Luftverschmutzung durch Verkehrsemissionen im Rheintal veranstalten mehrere Städte am Rhein einen autofreien Tag. Der Slogan lautet „Tal Total“. Nur Verkehrsmittel ohne Verbrennungsmotor sind auf den Straßen zugelassen, der motorisierte Verkehr wird großräumig umgeleitet.[26]

## Weblinks

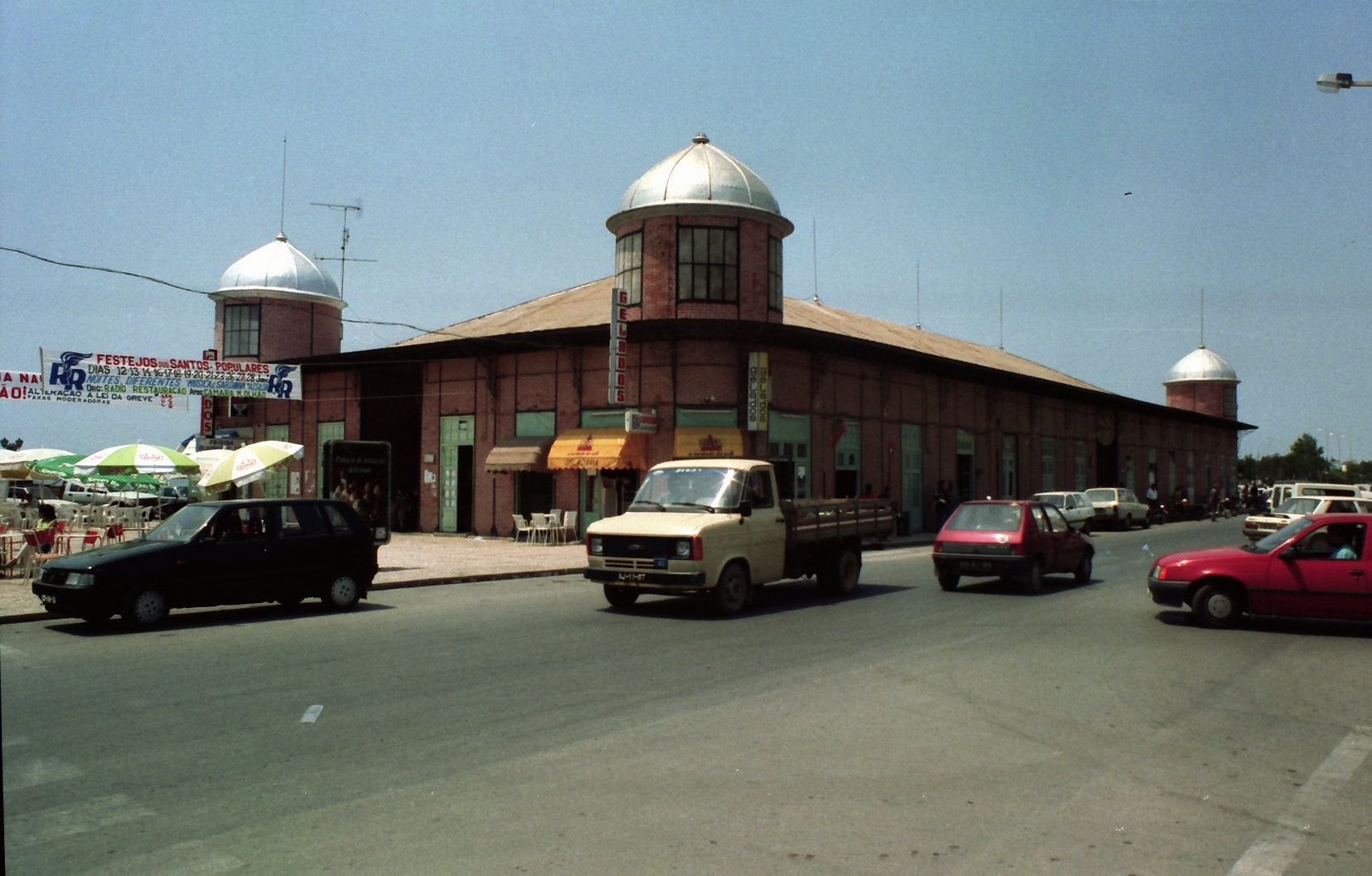
Portugal im Juni 1992

### Dienstag, 30. Juni 1992
- Kapstadt/Südafrika, São Paulo/Brasilien: Bei der totalen Sonnenfinsternis über dem Südatlantik ist die Sonne von Brasilien, z. B. São Paulo, und von Südafrika aus gesehen zu 80 % vom Mond verdeckt, der Kernschatten des Mondes zieht aber lediglich über den Ozean hinweg.[27]